# Redaktor odpowiedzialny
Redaktor odpowiedzialny – instytucja dziennikarska, w Polsce ukonstytuowana przez ustawę Prawo prasowe z dnia 26 stycznia 1984 roku.
Pojęcie znane jest od XIX wieku, zakłada wskazanie redaktora odpowiedzialnego, przez redaktora naczelnego, który uzyskał immunitet procesowy (na przykład w przypadku uzyskania immunitetu poselskiego lub dyplomatycznego) członka redakcji odpowiedzialnego prawnie w jego imieniu. Wskazany redaktor ponosi wszelką odpowiedzialność prawną wynikającą z naruszenia dóbr osobistych (lub innych prawnie chronionych), przejmując odpowiedzialność prawną za dziennikarza objętego immunitetem procesowym. Sprawy karne o ewentualne przestępstwa określone w artykule prawa prasowego dotyczącym instytucji redaktora odpowiedzialnego rozpatruje sąd rejonowy.